# Puymirol
 Puymirol  es una población y comuna francesa, en la región de Aquitania, departamento de Lot y Garona, en el distrito de Agen y cantón de Puymirol.

## Demografía
| 820 | 758 | 742 | 794 | 777 | 864 |
| Para los censos de 1962 a 1999 la población legal corresponde a la población sin duplicidades (Fuente: INSEE [Consultar]) |     |     |     |     |     |